# Stikalo
Stikálo je osnovni element električnih tokokrogov, s katerim vključimo ali izključimo (prekinemo) tokokrog. Stikala in tipkala so naprave s katerimi vklapljamo in izklapljamo porabnike električne energije. To opravijo s premikanjem in odmikanjem kontaktnega elementa. S stikali električni krog sklenemo in ponovno prekinemo oziroma zapremo pot električnemu toku in mu ponovno omogočimo, da teče. Pravimo, da s stikalom krmilimo električni krog. Stikálo je osnovni element električnih tokokrogov, s katerim vključimo ali izključimo (prekinemo) tokokrog.
Vrste stikal so:
- ENOPOLNA STIKALA ( sklenejo ali prekinejo električni krog premikanjem ali odmikanjem kontaktnega elementa. Pri električnih napeljavah v stanovanju uporabljamo podometna ali nadometna enopolna stikala, za prekinjanje večjih tokov uporabljamo klecna stikala, lahko so vmesna za vključevanje namiznih svetilk. Pri elektronskih napravah stikala krmilijo zelo majhne tokove, zato v njih velikokrat uporabljamo mikrostikala.)
- MENJALNA STIKALA (za razsvetljavo večjih prostorov uporabljamo stikala, ki omogočajo vklop na eni strani hodnika in izklop na drugi strani hodnika in nasprotno. Imenujemo jih menjalna stikala in niso namenjena izključno razsvetljavi na hodnikih ali stopniščih. Z njimi lahko npr. krmilimo razsvetljavo na motornem kolesu, kjer lahko izmenično vključujemo dolge in kratke luči.
- SERIJSKO STIKALO: (uporabljamo ga za sklenitev in izključitev dveh električnih krogov)
- REGULACIJSKO STIKALO: (z njim reguliramo koliko toka bo steklo).
- TIPKALA (so grajena tako, da je električni krog sklenjen tako dolgo, dokler držimo na gumb. »zvonci,..«